# Buga
Buga (officiellement Guadalajara de Buga) est une municipalité située dans le département de Valle del Cauca, en Colombie.

## Personnalités liées à la municipalité
- José María Cabal (1770-1816) : militaire né à Buga.

- Carlos de Montúfar (1780-1816) : militaire indépendantiste équatorien, exécuté à Buga.
- Manuel Antonio Sanclemente (1813-1902) : président de la Colombie né à Buga.
- Jhon Freddy García (1974-) : coureur cycliste né à Buga.